# سكين الصيد

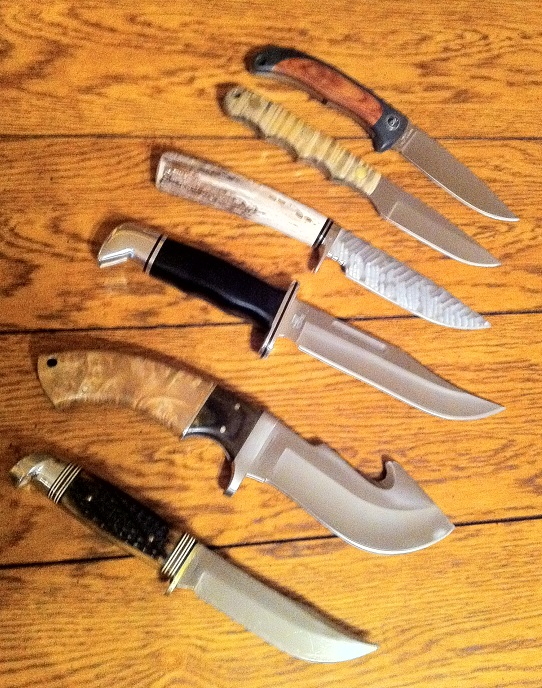
تشكيلة من سكاكين الصيد

سكين الصيد هي سكين تستخدم أثناء الصيد لتحضير الطريدة المقتنصة كطعام، وذلك لإجراء عملية السلخ أو لتقطيع اللحم. وهي تختلف عن الأدوات الحادة المستخدمة الأخرى بأنها لا تستخدم لصيد الحيوانات البرية.
قد تستخدم سكين الصيد لأغراض أخرى في البرية، وذلك كسكين تخييم على سبيل المثال أو منجل عند عدم توفر الأداة المخصصة، وذلك بشكل مشابه لسكين النجاة.

## اقرأ أيضاً
- سكين
- صيد
- تخييم